# Вишрода
Вишрода (нем. Wischroda) — посёлок в Германии, в земле Саксония-Анхальт, входит в район Бургенланд в составе коммуны Ан-дер-Постштрассе.
Население составляет 488 человек (на 31 декабря 2007 года). Занимает площадь 12,96 км².

## История
Первое упоминание о поселении относится к 1004 году.
1 июля 2009 года, после проведённых реформ, Вишрода вошёл в состав новой коммуны Ан-дер-Постштрассе.

## Галерея

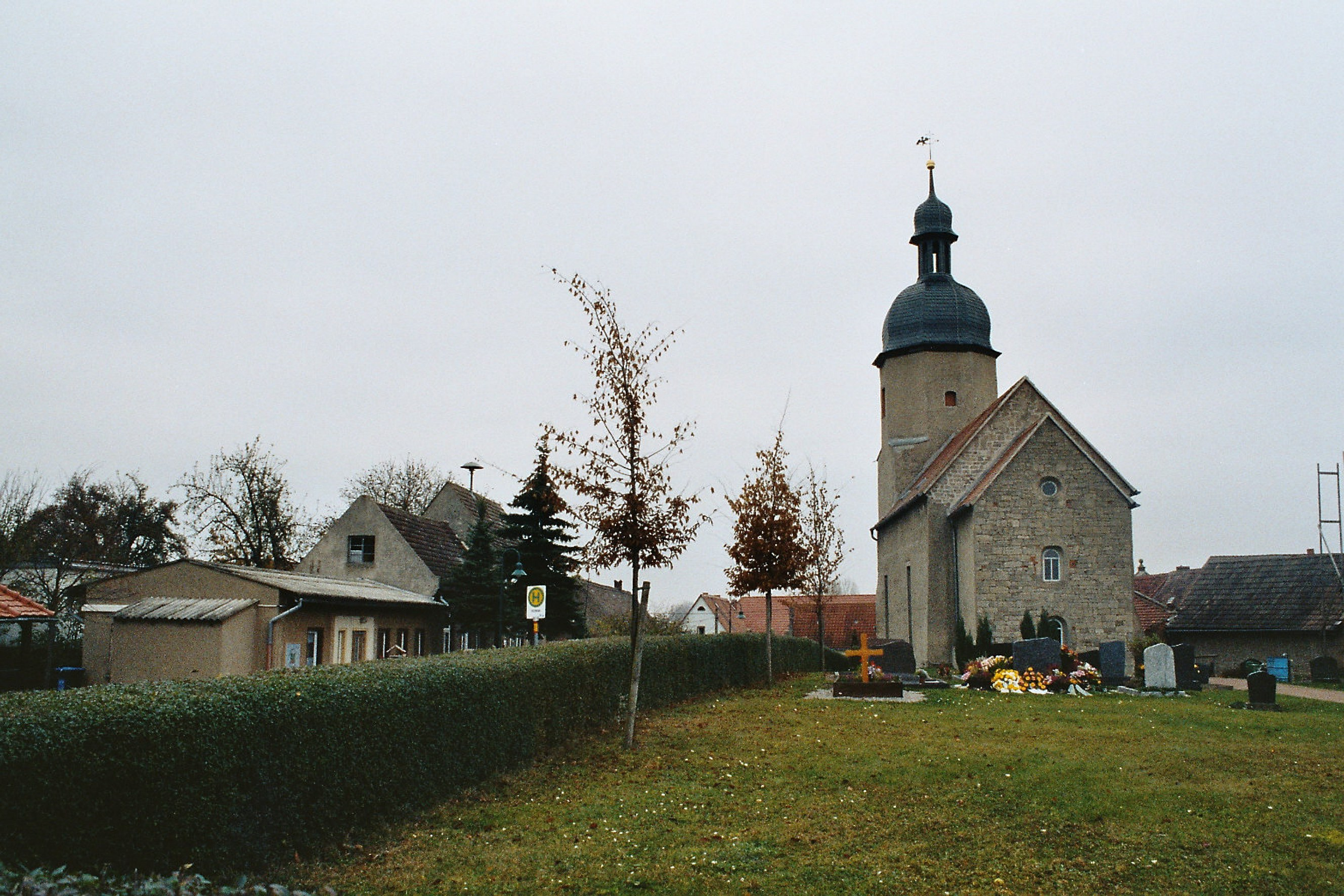
Церковь в Вишроде
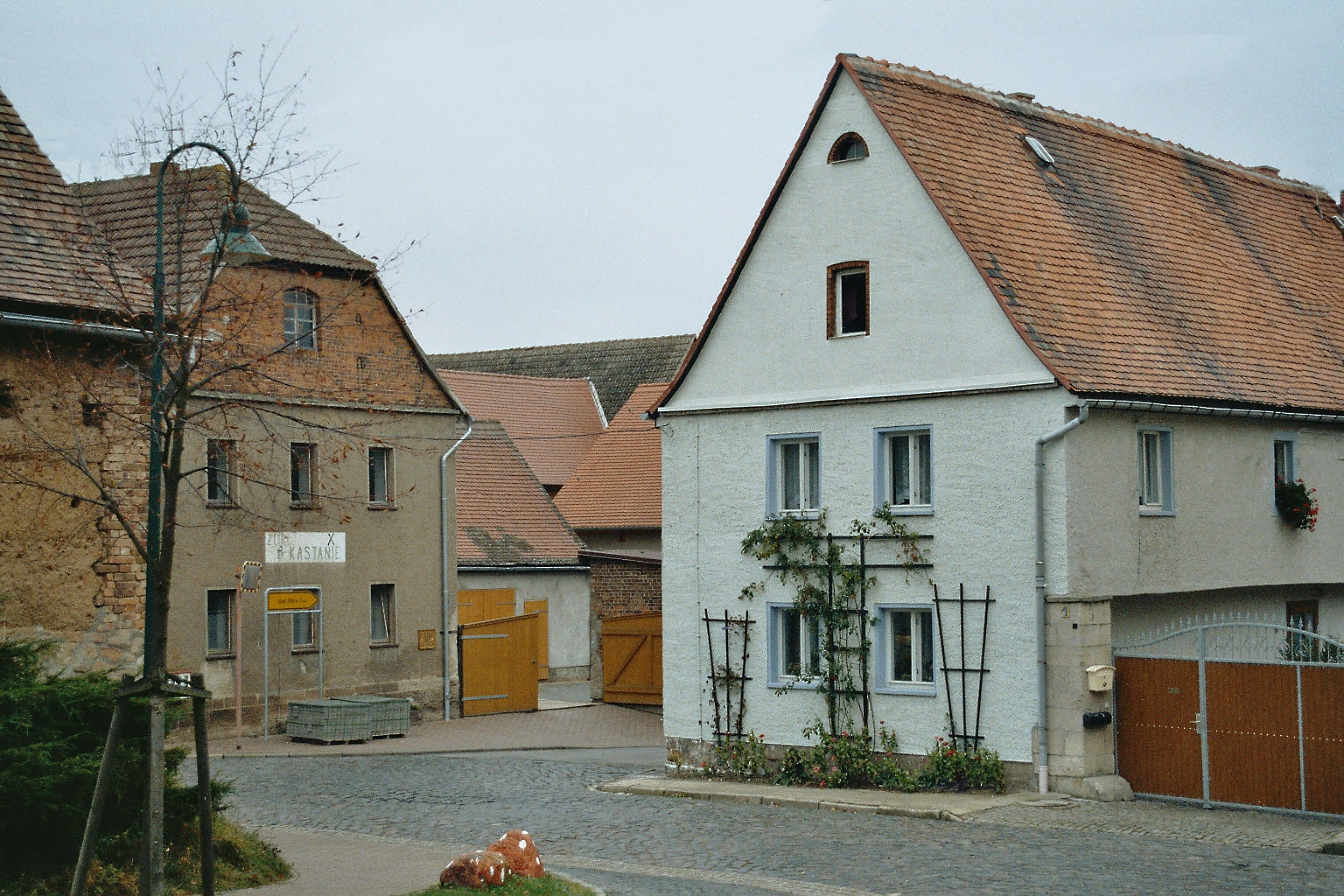
В центре посёлка